# Fatoua
Fatoua é um género botânico pertencente à família Moraceae.